# عقاب مارخور کاکل‌سیاه
عقاب مارخور سینه‌سیاه (نام علمی: Circaetus pectoralis) نام یک گونه از سرده عقاب مارخور است.